# 6. motorizirana divizija (Irak)
6. motorizirana divizija je motorizirana divizija Iraške kopenske vojske, ki spada pod okrilje Centralnih sil IKV.

## Zgodovina
Operacije in bitke
- Operacija Commando Eagle (2007)
- Operacija Eagle Ares (2007)
- Operacija Polar Tempest (2007)
- Operacija Purple Haze (2007)

## Organizacija
- Štab
- 6. bataljon specialnih sil
- 6. komando bataljon
- 22. motorizirana brigada
- 24. motorizirana brigada
- 54. pehotna (zračnodesantna) brigada
- 6. poljski artilerijski polk
- 6. poljski artilerijski polk
- 6. lokacijsko poveljstvo

- 6. bazna varnostna enota
- 6. vzdrževalna baza
- 6. motorizirani transportni polk

- 6. divizijski trenažni center